# Classe K-8
Le unità appartenenti alla classe K-8 (progetto 361 secondo la classificazione russa) sono dragamine costieri di costruzione polacca, che entrarono in servizio a partire dal 1954. Caratterizzate da dimensioni modeste e limitate capacità nautiche, sono state tutte ritirate dal servizio entro il 1995.

## Tecnica
I dragamine della classe K-8 avevano delle capacità nautiche piuttosto limitate. Infatti, a causa della mancanza di un radar, nonché delle loro ridotte dimensioni, erano idonee ad operare esclusivamente in mari chiusi (in particolare, porti), e non potevano svolgere missioni di lunga durata.
Le due mitragliatrici erano suscettibili sia di essere utilizzate come armi antiaeree, sia per far detonare le mine sparandoci sopra. Lo scafo era in legno, e non erano previsti macchinari per tirare le mine a bordo.
Si trattava comunque di mezzi molto economici, che fornirono alla marina sovietica la capacità di proteggere dalle mine i loro porti e rade.

## Servizio
Lo scopo dei K-8 era quello di sostituire una grande varietà di navi che, per tutta la seconda guerra mondiale, erano state utilizzate per il dragaggio delle mine. Queste piccole unità entrarono in servizio nella marina sovietica tra il 1954 ed il 1959, in 40 esemplari.
Rimasero in servizio per oltre 30 anni: infatti, furono radiate a partire dalla fine degli anni ottanta. Comunque, nel 1995, tutte le unità di questo tipo risultavano ritirate dal servizio.
Furono sostituiti dai dragamine classe TR-40.

## Esportazioni
Con il passare degli anni, i K-8 furono progressivamente ritirati dal servizio dalla marina sovietica. Alcuni esemplari furono esportati a Paesi amici.
- Cuba:1 esemplare.
- Polonia:22 esemplari.
- Vietnam:5 esemplari, nel 1978.

## Varianti
Alcuni esemplari furono convertiti in drone dragamine. Tale conversione è nota con il nome di progetto 361T, ma non ha ricevuto un nome in codice NATO specifico. L'utilizzo di tali droni fu però piuttosto limitato. Sono stati tutti ritirati dal servizio.